# Triangle offense
Die Triangle offense (deutsch: "Dreiecks-Offensive") ist eine Basketball-Angriffstrategie. Hierbei wird die Bildung eines "Dreiecks" zwischen drei Spielern betont, die jeweils nah am Korb, in der Ecke des Spielfeldes und auf dem Flügel stehen. Hierdurch werden Pass-Spiel und Spielerbewegung gefördert.

## Geschichte
Laut ESPN wurden die Grundlage dieser Taktik in den 1960er Jahren von Tex Winter gelegt, der in einem seiner Trainerbücher die "Triangle Offense" definierte. Den Durchbruch schaffte die Taktik in den 90er Jahren, als Phil Jackson mit den Chicago Bulls mit Michael Jordan und Scottie Pippen und später den Los Angeles Lakers mit Shaquille O’Neal und Kobe Bryant elf NBA-Titel holte. Auch beim Frauenbasketball in den USA (WNBA und College) wurden mit dieser Taktik viele Titel geholt, insbesondere von Geno Auriemma (Connecticut Lady Huskies) und Pat Summitt (Tennessee Lady Vols), die ihre Teams zu mehreren NCAA-Titeln führten.

## Beschreibung
Grundlage der Triangle offense ist naheliegenderweise ein Dreieck, das von Center, einem Flügelspieler (Forward) und einem Aufbauspieler (Guard) geformt wird. In der Grundposition steht der Center im sogenannten "low post" nah am Korb, der Aufbauspieler in der Ecke des Spielfeldes und der Forward am Flügel. Die anderen beiden Spieler stehen auf der anderen Hälfte des Spielfeldes (d. h. wenn die drei eingangs erwähnten Spieler links stehen, stehen die beiden anderen rechts), bilden das "two man game" und ziehen das Spiel in die Breite. Wichtiger Bestandteil einer Triangle offense ist die hohe Lauf- und Passarbeit, mit der versucht wird, das Spiel an die gegnerische Grundlinie (d. h. dem Low post) zu tragen. Durch diese Strategie werden viele Würfe nah am Korb ermöglicht, und wenn der Gegner aggressiv den Lowpost verteidigt, kann der jeweilige Spieler zu einem Kollegen auf der ballabgewandten Seite passen und ihm einen freien Distanzwurf geben. Da die Spieler oft ihre taktische Position wechseln (z. B. falls der Point Guard in den Low post geht und kurzfristig der Small Forward zum Ballverteiler wird), erfordert diese Strategie vielseitige Spieler mit hoher Spielintelligenz.

### Auswahl möglicher Spielzüge
- Circle: Der Aufbauspieler in der Ecke setzt einen Block, und der Flügelspieler läuft in hohem Tempo außen im Kreis um ihn herum. Der Gegenspieler des Forwards bleibt am Block hängen, und der Flügelspieler kann zum Korb ziehen.[4]
- Corner-Option: Hierbei laufen zwei Spieler des Dreiecks in die Ecke und versuchen, den Ballführer freizublocken. Letzterer kann entweder werfen oder bei Bedrängnis zu einem der ballabgewandten Spieler passen.[4]
- Isolation: Hierbei wird der hohe Spielerabstand genutzt, um einen Verteidiger in eine 1-gegen-1-Situation zu isolieren.[1][4] Dieser Spielzug war der Lieblingsspielzug von Michael Jordan, der in diesen Spielsituationen überragend war.
- Pop: Hierbei wird zum Center nah am Korb gepasst, der entweder selbst werfen kann oder einen "pop" spielt, d. h. einem seiner Dreiecks-Kollegen für einen Wurf rauspassen kann.[1]

### Vor- und Nachteile
Die Triangle offense erfordert vielseitige Spieler mit hoher Spielintelligenz, die viel Lauf- und Blockarbeit ohne Ball verrichten. Zudem sind physisch starke Guards nötig, die Würfe im Lowpost (d. h. meist in enger Deckung) nehmen können. Die Rolle des Point Guards wird beschränkt, da sich beide Guards und ggf. der Small Forward am Ballverteilen beteiligen. Ist diese Taktik allerdings einmal implementiert, so verfügt das Team über eine Vielzahl von taktischen Optionen. Insbesondere fördert die Triangle offense die auf dem Papier leichtesten Wege, um Punkte zu erzielen: 1) ein Wurf aus dem Lowpost (d. h. nah am Korb) sowie 2) einen freien Distanzwurf. Da eine eingespielte triangle offense die ganze Breite des Spielfeldes ausnutzt, fällt es dem Gegner schwer, sich auf einen einzelnen Spieler zu konzentrieren.